# Яковлиха
Яковлиха — деревня в составе Шангского сельского поселения Шарьинского района Костромской области России. 

## География
Расположена на автодороге Урень — Шарья — Никольск — Котлас Р157, на берегу реки Ветлуга.

## История
Согласно Спискам населенных мест Российской империи в 1872 году деревня относилась к 3 стану Ветлужского уезда Костромской губернии. В ней числилось 5 дворов, проживало 26 мужчин и 24 женщины.
Согласно переписи населения 1897 года в деревне проживало 112 человек (51 мужчина и 61 женщина).
Согласно Списку населенных мест Костромской губернии в 1907 году деревня относилась к Шангско-Городищенской волости Ветлужского уезда Костромской губернии. По сведениям волостного правления за 1907 год в деревне числилось 17 крестьянских дворов и 123 жителя. В деревне имелись две кузницы и две водяные мельницы. Основным занятием жителей деревни был лесной промысел.

## Население
| 2008 | 2010 | 2014 |
| ---- | ---- | ---- |
| 0    | →0   | ↗1   |